# Vasco Pratolini
Vasco Pratolini (Florence, 19 octobre 1913 – Rome, 12 juin 1991) est un écrivain, journaliste et scénariste italien.

## Biographie
Vasco Pratolini est né en 1913 à Florence. Autodidacte, il a exercé différents métiers - typographe, barman, vendeur ambulant - avant d'entrer en contact avec le monde littéraire grâce à Elio Vittorini. Il commence à publier des articles dans la revue Letteratura dès 1937 puis, l'année suivante, il fonde la revue Campo di Marte avec Alfonso Gatto.
Pendant la guerre, il participe activement à la Résistance italienne ; on a néanmoins découvert depuis quelques années qu'auparavant, sans doute victime d'un chantage, Pratolini avait été un indicateur pour le compte du régime fasciste, même si l'on peut supposer que les rapports qu'il a pu rédiger pendant cette période s'efforçaient avant tout de brouiller les pistes sur la réalité de ce qui se passait dans les groupes d'intellectuels florentins fréquentés par l'écrivain. Dans les décennies qui ont suivi et jusqu'à sa mort, Pratolini a vécu avec l'idée que ce moment de faiblesse coupable finirait par être révélé au grand jour - obsession qui l'a très certainement freiné dans ses engagements politiques.
Ses trois livres les plus connus sont sans doute l'intime et touchante Cronaca familiare (1947), les étourdissantes Cronache di poveri amanti (1947), probablement son chef-d'œuvre, et Metello (1955), qui obtient le prix Viareggio. 
Quatre de ses romans se voient portés à l'écran, qui donneront quatre films célèbres du néoréalisme italien : Cronache di poveri amanti (Chronique des pauvres amants), adapté en 1954 par Carlo Lizzani, avec Marcello Mastroianni ; Le Ragazze di San Frediano (Les Jeunes Filles de San Frediano), adapté en 1955 par Valerio Zurlini, dont c'est le premier long métrage ; Cronaca familiare, adapté en 1962 par Valerio Zurlini (Journal intime) ; et Metello, adapté en 1970 par Mauro Bolognini. Son roman La costanza della ragione est en outre adapté au cinéma en 1964 par Pasquale Festa Campanile dans le film Avec amour et avec rage, avec Catherine Deneuve et Sami Frey comme têtes d'affiche. Dans le numéro de Pioniere 17 du 24 avril 1960 p. 7 une de ses nouvelles "Le quatrième de lait" est publiée
Tout en poursuivant sa carrière de romancier et de journaliste, Vasco Pratolini coécrit le scénario de trois films majeurs du cinéma italien : Païsa de Roberto Rossellini, qu'il écrit avec Federico Fellini ; Rocco et ses frères de Luchino Visconti (prix spécial du jury de la Mostra en 1960) ; et enfin La Bataille de Naples, sur les Quatre journées de Naples, de Nanni Loy (Oscar du meilleur scénario original en 1963, prix que Pratolini partage avec Pasquale Festa Campanile).
Il est enterré au Cimitero delle Porte Sante sous la basilique San Miniato al Monte de Florence.

## Œuvres

### Ouvrages traduits en français
- Un héros de notre temps, Albin Michel, 1950
- Les Filles de San Frediano, Albin Michel, 1955
- Metello/Une histoire italienne, Albin Michel, 1956
- Chronique familiale/Journal intime, Albin Michel, 1960
- Le Gâchis, Albin Michel, 1964
- La Constance de la raison, Albin Michel, 1966
- Chronique des pauvres amants, Albin Michel, 1988
- Un balcon à Florence, Actes Sud, 1992

### Ouvrages en langue italienne
- Il tappeto verde, 1941
- Via de' magazzini, 1941
- Le amiche, 1943
- Il quartiere, 1943
- Cronaca familiare, 1947
- Cronache di poveri amanti, 1947
- Diario sentimentale, 1947
- Un eroe del nostro tempo, 1947
- Le ragazze di San Frediano, 1949
- La domenica della povera gente, 1952
- Lungo viaggio di natale, 1954
- Metello, 1955
- Lo scialo, 1960
- La costanza della ragione, 1963
- Allegoria e derisione, 1966
- La mia città ha trent'anni, 1967
- Il mantello di Natascia, 1985

## Filmographie et adaptations
- Paisà de Roberto Rossellini, 1946 (non crédité)
- Appunti su un fatto di cronaca de Luchino Visconti, 1953
- La domenica  della buona gente de Anton Giulio Majano, 1953
- Cronache di poveri amanti de Carlo Lizzani, 1954
- Tempi nostri - Zibaldone n. 2 de Alessandro Blasetti, 1954 (épisode Mara)
- Terza liceo de Luciano Emmer, 1954
- Le ragazze di San Frediano de Valerio Zurlini, 1955
- Il momento più bello de Lucani Emmer, 1957
- Rocco e i suoi fratelli de Luchino Visconti, 1960
- Un eroe  del nostro tempo de Sergio Capogna, 1960
- La viaccia de Mauro Bolognini, 1961
- Cronaca familiare de Valerio Zurlini, 1962
- Le quattro giornate di Napoli de Nanni Loy, 1962
- La costanza  della ragione de Pasquale Festa Campanile, 1964
- Muchacha primera de César Santos Fontela, 1964
- Metello de Mauro Bolognini, 1970
- La colonna infame de Nelo Risi, 1972
- Diario di un italiano de Sergio Capogna, 1973
- Un eroe  del nostro tempo de Piero Schivazappa, (1982) (téléfilm)
- Lo scialo de Franco Rossi, 1987 (mini-serie tv)
- Firenze di Pratolini de Cecilia Mangini, 2007 (documentaire, texte de Pratolini)
- Le ragazze di San Frediano de Vittorio Sindoni, 2007 (téléfilm)
- Mal d'America de Fernando Birri, 2010